# Mairipotaba
Mairipotaba est une municipalité brésilienne de l'État de Goiás et la microrégion du Meia Ponte.